# Osaka Mayor's Cup
A Osaka Mayor's Cup é um torneio de tênis júnior Grau-A organizado pela International Tennis Federation (ITF), acontecendo todo mês de outubro em Osaka desde 1993.
O torneio foi criado como o "World Super Junior Championships" e ocorria no "Ebara Shonan Sports Center", em 1996, ele foi deslocado para Osaka e rebatizado em 2001. Ele é um sequência indireta da "Jal Cup" organizada anteriormente em Tóquio na década de 1980.
A Osaka Mayor's Cup é o único torneio desse tipo em toda a Ásia.

## Curiosidade
A última partida de Caroline Wozniacki em um torneio júnior foi sua vitória final em Osaka em 2006.

## Resultados

### Simples masculinas
| Ano  | Campeão            | Vice-campeão          | Resultado               |
| ---- | ------------------ | --------------------- | ----------------------- |
| 2018 | Keisuke Saitoh     | Bu Yunchaokete        | 7–5, 6–0                |
| 2017 | Yuta Shimizu       | Timofey Skatov        | 6–3, 7–6(7–5)           |
| 2016 | Yosuke Watanuki    | Miomir Kecmanović     | 2–6, 6–3, 6–2           |
| 2015 | Casper Ruud        | Máté Valkusz          | 6–4, 6–0                |
| 2014 | Taylor Harry Fritz | Chung Yun-seong       | 7–6(7–2), 6–3           |
| 2013 | Michael Mmoh       | Jumpei Yamasaki       | 6–2, 7–5                |
| 2012 | Nick Kyrgios       | Kaichi Uchida         | 7–6(7–5), 7–6(7–4)      |
| 2011 | Jiří Veselý        | Lucas Pouille         | 6–2, 2–6, 6–1           |
| 2010 | Yasutaka Uchiyama  | Mate Pavić            | 6–4, 1–6, 6–3           |
| 2009 | Jason Kubler       | Hiroyasu Ehara        | 6–0, 4–6, 6–2           |
| 2008 | Yuki Bhambri       | Hiroki Moriya         | 6–2, 6–3                |
| 2007 | Ryan Harrison      | Yang Tsung-hua        | 6–3, 6–4                |
| 2006 | Yūichi Sugita      | Harri Heliövaara      | 3–6, 6–2, 6–0           |
| 2005 | Marin Čilić        | Jérémy Chardy         | 6–4, 6–4                |
| 2004 | Jun Woong-sun      | Kim Sun-yong          | 6–1, 7–6(7–4)           |
| 2003 | Marcos Baghdatis   | Jo-Wilfried Tsonga    | 6–7(5–7), 6–3, 6–3      |
| 2002 | György Balázs      | Go Soeda              | 6–2, 1–6, 7–5           |
| 2001 | Marcos Baghdatis   | Janko Tipsarević      | 7–5, 7–6(7–5)           |
| 2000 | Joachim Johansson  | Lu Yen-hsun           | 6–7(0–7), 7–6(7–3), 6–3 |
| 1999 | Kristian Pless     | Joachim Johansson     | 6–3, 6–2                |
| 1998 | Kristian Pless     | Ladislav Chramosta    | 6–1, 6–6 default        |
| 1997 | Arnaud Di Pasquale | Robin Vik             | 6–3, 6–2                |
| 1996 | Sébastien Grosjean | Paradorn Srichaphan   | 6–4, 6–0                |
| 1995 | Martin Lee         | Arvind Parmar         | 6–1, 6–2                |
| 1994 | Takao Suzuki       | Ulrich Jasper Seetzen | 6–3, 6–3                |
| 1993 | Marcelo Ríos       | Răzvan Sabău          | 6–3, 3–6, 6–3           |

### Duplas masculinas
| Ano  | Campeões                               | Vice-campeões                        | Resultado             |
| ---- | -------------------------------------- | ------------------------------------ | --------------------- |
| 2018 | Tomoya Ikeda Shunsuke Mitsui           | Tomoya Fujiwara Taiyo Yamanaka       | 6–1, 7–5              |
| 2017 | Admir Kalender Valentin Royer          | Jaimee Floyd Angele Nicolás Mejía    | 7–6(7–4), 4–6, [10–4] |
| 2016 | Miomir Kecmanović Ergi Kırkın          | Toru Horie Yuta Shimizu              | 6–2, 4–6, [10–2]      |
| 2015 | Lo Chien-hsun Yosuke Watanuki          | Masamichi Imamura Yuki Mochiduki     | 7–6(8–6), 6–1         |
| 2014 | Corentin Denolly Johan Nikles          | Yusuke Takahashi Jumpei Yamasaki     | 6–4, 1–6, [10–4]      |
| 2013 | Lee Duck-hee Simon Friis Søndergaard   | Michael Mmoh Akira Santillan         | 6–3, 6–3              |
| 2012 | Borna Ćorić Alexander Sendegeya        | Omar Jasika Nick Kyrgios             | 3–6, 7–6(8–6), [10–4] |
| 2011 | Kaichi Uchida Jiří Veselý              | Andrew Harris Luke Saville           | 1–6, 7–5, [10–4]      |
| 2010 | Mate Pavić Yasutaka Uchiyama           | Morgan Johansson Stefan Lindmark     | 6–1, 6–4              |
| 2009 | Pierre-Hugues Herbert Hsieh Cheng-peng | Hiroyasu Ehara Yasutaka Uchiyama     | 6–0, 7–6(7–4)         |
| 2008 | Marin Draganja Vedran Ljubičić         | Yuki Bhambri Huang Liang-chi         | 7–5, 7–6(7–3)         |
| 2007 | Hsieh Cheng-peng Yang Tsung-hua        | Alex Sanders Mark Verryth            | 6–4, 6–3              |
| 2006 | Sho Aida Fumiaki Kita                  | Tatsuma Ito Hiromasa Oku             | 6–3, 6–3              |
| 2005 | Jérémy Chardy Marin Čilić              | Roman Jebavý Jiří Košler             | 7–5, 6–3              |
| 2004 | Jun Woong-sun Kim Sun-yong             | Myles Blake Abdullah Maqdas          | 6–4, 4–6, 6–4         |
| 2003 | Arun-Prakash Rajagopalan Divij Sharan  | Lachlan Ferguson Joel Kerley         | 7–6(7–4), 7–6(7–5)    |
| 2002 | Brendan Evans Chris Kwon               | Luke Campbell Christopher Singh      | 6–3, 6–4              |
| 2001 | Chen Ti Jimmy Wang                     | Chang Kai-lung Hsieh Wang-cheng      | 6–4, 6–2              |
| 2000 | Darko Mađarovski Janko Tipsarević      | Adam Kennedy Todd Reid               | 6–4, 5–7, 6–2         |
| 1999 | Philip Gubenco Andy Roddick            | Nick Greenhouse James Nelson         | 6–3, 6–4              |
| 1998 | Julien Jeanpierre David Nalbandian     | Ladislav Chramosta Michal Navrátil   | 7–5, 6–3              |
| 1997 | Peter Handoyo Marwan Zewar             | Simon Dickson David Sherwood         | 6–3, 7–6              |
| 1996 | Sébastien Grosjean Björn Rehnquist     | Iain Bates Simon Dickson             | 6–3, 6–2              |
| 1995 | Jaymon Crabb Dejan Petrović            | Chen Wei-ju Huang Po-tsang           | 7–6, 6–3              |
| 1994 | Takao Suzuki Yaoki Ishii               | Ulrich Jasper Seetzen Nicolas Kiefer | 7–6, 6–0              |
| 1993 | Satoshi Iwabuchi Takao Suzuki          | Kalle Flygt Martin Sjöqvist          | 6–4, 7–6              |

### Simples femininas
| Ano  | Campeã              | Vice-campeã            | Resultado               |
| ---- | ------------------- | ---------------------- | ----------------------- |
| 2021 | Hayu Kinoshita      | Anna Kobayashi         | 6–1, 6–2                |
| 2020 | Cancelado           | Cancelado              | Covid-19                |
| 2019 | Diane Parry         | Alexandra Eala         | 6–2, 6–4                |
| 2018 | Clara Tauson        | Zheng Qinwen           | 6–1, 6–0                |
| 2017 | Wang Xinyu          | Whitney Osuigwe        | 6–4, 6–4                |
| 2016 | Anastasia Potapova  | Mai Hontama            | 6–2, 6–4                |
| 2015 | Mai Hontama         | Yuki Naito             | 6–1, 7–5                |
| 2014 | Xu Shilin           | Kimberly Birrell       | 7–5, 6–3                |
| 2013 | Ivana Jorović       | Varvara Flink          | 6–1, 6–4                |
| 2012 | Kateřina Siniaková  | Karin Kennel           | 6–4, 6–4                |
| 2011 | Zuzanna Maciejewska | Makoto Ninomiya        | 7–6(7–5), 6–1           |
| 2010 | Zheng Saisai        | Miho Kawase            | 7–5, 6–7(5–7), 7–6(7–3) |
| 2009 | Kristina Mladenovic | Tímea Babos            | 7–6(7–5), 6–3           |
| 2008 | Ana Bogdan          | Kurumi Nara            | 3–6, 7–5, 6–2           |
| 2007 | Kurumi Nara         | Nikola Hofmanova       | 6–3, 6–1                |
| 2006 | Caroline Wozniacki  | Ayumi Morita           | 6–3, 2–6, 6–2           |
| 2005 | Victoria Azarenka   | Ayumi Morita           | 6–4, 6–2                |
| 2004 | Caroline Wozniacki  | Dominika Cibulková     | 6–3, 6–0                |
| 2003 | Veronika Chvojková  | Andrea Hlaváčková      | 6–2, 1–6, 6–4           |
| 2002 | Ryōko Fuda          | Lucie Šafářová         | 6–4, 4–6, 7–6(7–5)      |
| 2001 | Eva Birnerová       | Virág Németh           | 7–5, 3–6, 6–3           |
| 2000 | Renata Voráčová     | Jelena Janković        | 3–6, 6–4, 6–2           |
| 1999 | Dája Bedáňová       | Katherine Vymetal      | 6–1, 6–3                |
| 1998 | Jelena Dokic        | Daniela Hantuchová     | 6–1, 6–3                |
| 1997 | Katarina Srebotnik  | Tina Pisnik            | 1–6, 6–1, 6–0           |
| 1996 | Amélie Mauresmo     | Mirjana Lučić          | 6–1, 6–4                |
| 1995 | Haruka Inoue        | Aleksandra Olsza       | 7–5, 6–3                |
| 1994 | Jeon Mi-ra          | Corina Morariu         | 4–6, 6–2, 6–0           |
| 1993 | Hiroko Mochizuki    | Siobhan Drake-Brockman | 6–3, 6–1                |

### Duplas femininas
| Ano  | Campeãs                               | Vice-campeãs                         | Resultado          |
| ---- | ------------------------------------- | ------------------------------------ | ------------------ |
| 2021 | Yoshino Fujita Hayu Kinoshita         | Aoka Nagasawa Kaho Oyama             | 6–1, 6–3           |
| 2020 | Cancelado                             | Cancelado                            | Covid-19           |
| 2019 | Maria Bondarenko Mai Napatt Nirundorn | Bai Zhuoxuan Yang Ya-yi              | 7–5, 6–3           |
| 2018 | Mana Kawamura Funa Kozaki             | Himari Sato Zheng Qinwen             | 7–6(7–3), 6–4      |
| 2017 | Park So-hyun Himari Sato              | Chen Pei-hsuan Wang Xiyu             | Walkover           |
| 2016 | Lee Yang Wang Xiyu                    | Emily Appleton Anastasia Potapova    | 6–4, 7–5           |
| 2015 | Haruna Arakawa Ayumi Miyamoto         | Dayana Yastremska Zheng Wushuang     | 6–4, 6–4           |
| 2014 | Sara Tomic Xu Shilin                  | Emily Arbuthnott Emilie Francati     | 6–1, 6–0           |
| 2013 | Xu Shilin You Xiaodi                  | Kyōka Okamura Olivia Tjandramulia    | 6–1, 5–7, [10–5]   |
| 2012 | Mami Adachi Hikari Yamamoto           | Harriet Dart Katy Dunne              | 3–6, 7–5, [10–8]   |
| 2011 | Mami Adachi Eri Hozumi                | Miyu Kato Riko Sawayanagi            | 5–7, 7–5, [10–7]   |
| 2010 | Eri Hozumi Miyu Kato                  | Daria Salnikova Ekaterina Semenova   | 6–4, 1–6, [10–6]   |
| 2009 | Tímea Babos Kristina Mladenovic       | Mai Grage Zheng Saisai               | 6–2, 7–5           |
| 2008 | Tímea Babos Kristina Mladenovic       | Miyabi Inoue Aki Yamasoto            | 7–6(8–6), 7–6(8–6) |
| 2007 | Chinami Ogi Kotomi Takahata           | Nikola Hofmanova Ksenia Lykina       | 6–3, 4–6, 6–4      |
| 2006 | Ayumi Morita Caroline Wozniacki       | Ksenia Lykina Anastasia Pivovarova   | 7–6(7–4), 7–5      |
| 2005 | Ayumi Morita Erika Sema               | Akari Inoue Yurina Koshino           | 6–3, 6–1           |
| 2004 | Megumi Fukui Kaoru Maezawa            | Michelle Brycki Shayna McDowell      | 6–3, 2–6, 6–4      |
| 2003 | Andrea Hlaváčková Emma Laine          | Nozomi Aiba Chan Yung-jan            | 7–5, 6–0           |
| 2002 | Kristína Czafiková Emma Laine         | Daniella Dominikovic Sophie Ferguson | 6–2, 6–0           |
| 2001 | Chan Chin-wei Hsieh Su-wei            | Mari Inoue Svetlana Kuznetsova       | 6–4, 6–4           |
| 2000 | Petra Cetkovská Renata Voráčová       | Chan Chin-wei Hsieh Su-wei           | 7–5, 4–6, 6–2      |
| 1999 | Anikó Kapros Virginie Razzano         | Maki Arai Kumiko Iijima              | 6–2, 5–7, 6–4      |
| 1998 | Eva Dyrberg Iroda Tulyaganova         | Aniela Mojzis Helen Reesby           | 6–0, 5–7, 6–4      |
| 1997 | Leanne Baker Rewa Hudson              | Shiho Hisamatsu Remi Tezuka          | 7–5, 4–6, 6–2      |
| 1996 | Andrea Šebová Gabriela Voleková       | Choi Jin-young Chung Yang-jin        | 7–6, 6–2           |
| 1995 | Aleksandra Olsza Ludmila Varmužová    | Futaba Kubota Mirjana Lučić          | 6–4, 6–4           |
| 1994 | Martina Nedelková Tatiana Zelenayová  | Nami Urabe Futaba Kubota             | 6–4, 3–6, 6–1      |
| 1993 | Jeon Mi-ra Paek Joo-ryun              | Hiroko Mochizuki Yuka Yoshida        | 6–1, 3–6, 6–2      |